# Liste der Biografien/Simi
Liste der Biografien |
Portal Biografien |
Personensuche
# |
A |
B |
C |
D |
E |
F |
G |
H |
I |
J |
K |
L |
M |
N |
O |
P |
Q |
R |
S |
T |
U |
V |
W |
X |
Y |
Z |
?
 
Sa |
Sb |
Sc |
Sd |
Se |
Sf |
Sg |
Sh |
Si |
Sj |
Sk |
Sl |
Sm |
Sn |
So |
Sp |
Sq |
Sr |
Ss |
St |
Su |
Sv |
Sw |
Sy |
Sz
 
Sia |
Sib |
Sic |
Sid |
Sie |
Sif |
Sig |
Sih |
Sii |
Sij |
Sik |
Sil |
Sim |
Sin |
Sio |
Sip |
Siq |
Sir |
Sis |
Sit |
Siu |
Siv |
Siw |
Six |
Siy |
Siz
 
Sima |
Simb |
Simc |
Sime |
Simg |
Simh |
Simi |
Simj |
Simk |
Siml |
Simm |
Simn |
Simo |
Simp |
Simr |
Sims |
Simt |
Simu |
Simw |
Simz
Die Liste der Biografien führt alle Personen auf, die in der deutschsprachigen Wikipedia einen Artikel haben. Dieses ist eine Teilliste mit 92 Einträgen von Personen, deren Namen mit den Buchstaben „Simi“ beginnt.

## Simi
- Simi (* 1988), nigerianische Sängerin
- Simi, Carlo (1924–2000), italienischer Architekt, Produktionsdesigner und Kostümbildner
- Simi, Giampaolo (* 1965), italienischer Schriftsteller und Journalist
- Simi, Lemalu Samau Tate (1952–2014), samoanischer Beamter, Poet und Diplomat

### Simia
- Simian, Eduardo (1915–1995), chilenischer Fußballspieler
- Simian, Stéphane (* 1967), französischer Tennisspieler
- Simiand, François (1873–1935), französischer Historiker und Soziologe
- Simianer, Henner (* 1957), deutscher Agrarwissenschaftler

### Simic
- Simic, Aleksandar (* 1980), deutsch-serbischer Basketballspieler
- Simic, Aleksandar (* 1993), österreichischer Fußballspieler
- Šimić, Ana (* 1990), kroatische Hochspringerin
- Šimić, Andrija (1833–1905), kroatischer Heiducke
- Šimić, Antun Branko (1898–1925), kroatischer Schriftsteller
- Simić, Branislav (* 1935), jugoslawischer Ringer
- Simic, Charles (1938–2023), US-amerikanischer Dichter, Essayist und Übersetzer
- Šimić, Dario (* 1975), kroatischer Fußballspieler
- Simic, David, Balletttänzer, Ballettpädagoge und Choreograph
- Simić, Đorđe (1843–1921), serbischer Politiker und Diplomat
- Simic, Edwin (1934–2012), österreichischer Radrennfahrer
- Simić, Goran (1953–2008), serbischer Opernsänger (Bass)
- Simić, Jan-Carlo (* 2005), deutsch-serbischer Fußballspieler
- Simić, Jelena (* 1992), bosnische Tennisspielerin
- Šimić, Josip (* 1977), kroatischer Fußballspieler
- Šimić, Josip (* 2000), kroatischer Handballspieler
- Šimić, Julia (* 1989), deutsche FußballspielerinJulia Šimić (* 1989)

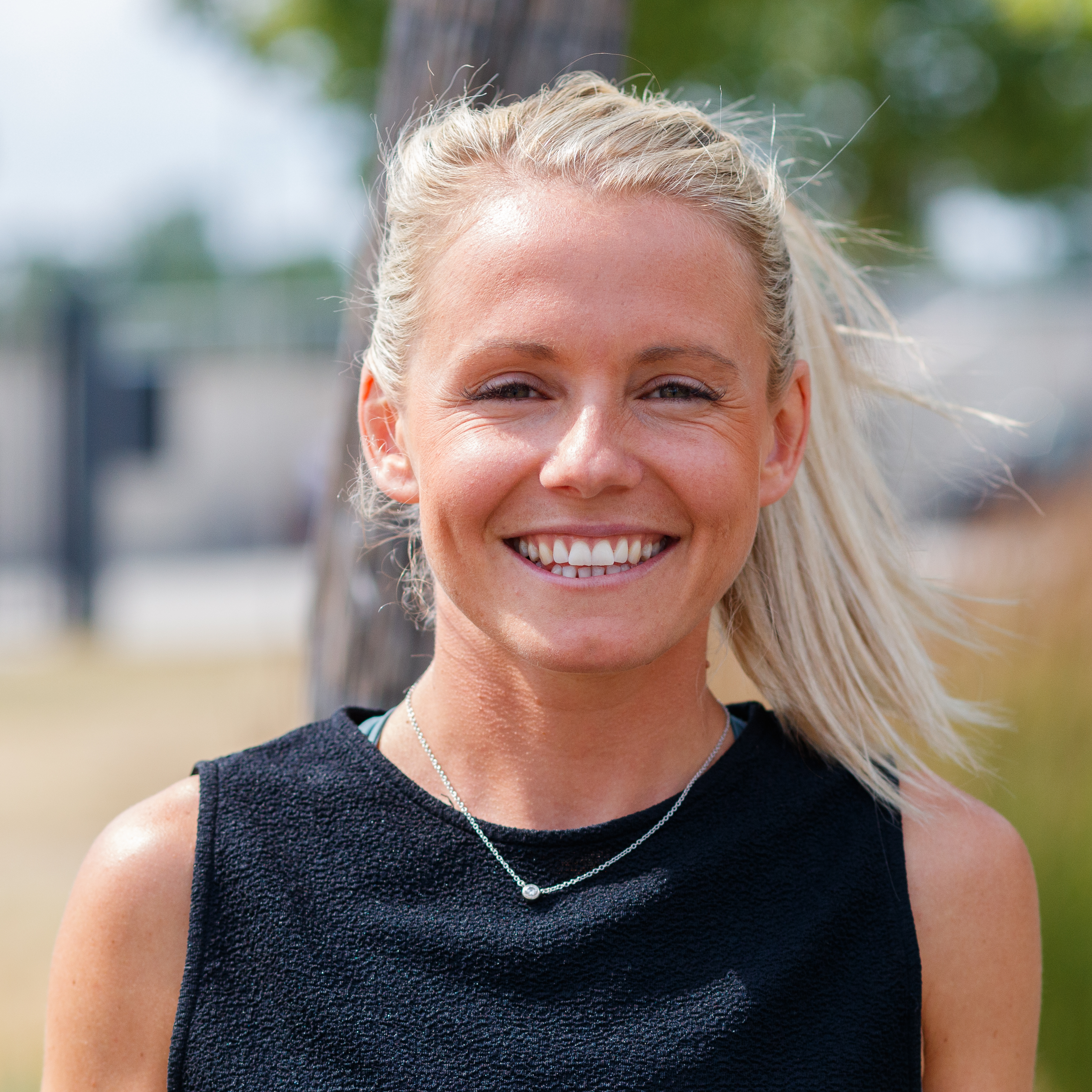
Julia Šimić (* 1989)

- Simić, Ljubiša (* 1963), jugoslawisch-serbischer Boxer
- Simić, Marko (* 1987), Schweizer Basketballtrainer
- Simić, Marko (* 1987), montenegrinischer Fußballspieler
- Šimic, Mateja (* 1980), slowenische Triathletin
- Simić, Milica (* 1993), serbische Badmintonspielerin
- Simić, Miroslav (1924–2020), jugoslawischer Immunologe
- Simić, Nebojša (* 1993), montenegrinischer Handballspieler
- Simić, Predrag (1954–2015), jugoslawischer bzw. serbischer Politikwissenschaftler und Diplomat
- Šimić, Roko (* 2003), kroatischer Fußballspieler
- Simić, Roman (* 1972), kroatischer Schriftsteller und Lektor
- Simić, Stanoje (1893–1970), jugoslawischer Politiker und Diplomat
- Šimić, Tatjana (* 1963), niederländische Schauspielerin und SängerinTatjana Šimić (* 1963)

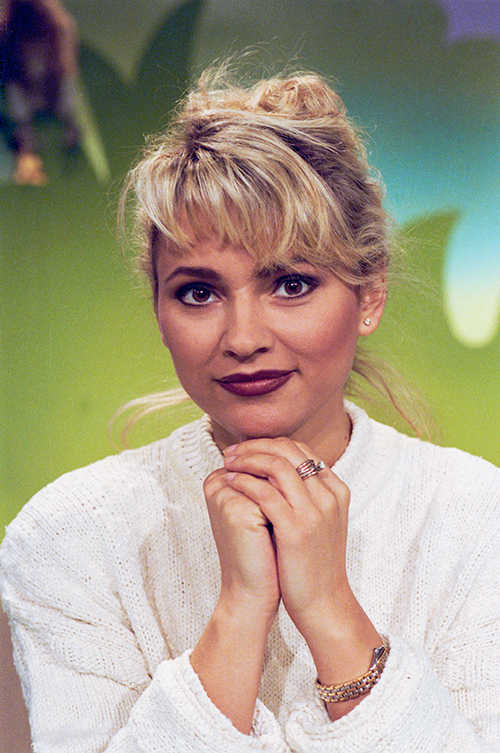
Tatjana Šimić (* 1963)

- Simić, Veljko (* 1995), serbischer Fußballspieler
- Simić, Vojislav (* 1924), jugoslawischer bzw. serbischer Bigband-Leader und Jazz-Komponist
- Šimić-Kanaet, Zrinka (* 1956), kroatische Archäologin
- Šimíček, Roman (* 1971), tschechischer Eishockeyspieler
- Simick, Paul (* 1963), indischer Geistlicher, römisch-katholischer Bischof von Bagdogra
- Simicska, Lajos (* 1960), ungarischer Unternehmer
- Simicskó, István (* 1961), ungarischer Politiker
- Șimicu, Alexandru Viorel (* 1988), rumänischer Handballspieler

### Simie
- Simienowicz, Casimir († 1651), polnisch-litauischer Ingenieur und Erfinder

### Simij
- Simijonovic, Denis (* 1992), Schweizer Fussballspieler
- Simijonović, Isidora (* 1995), serbische Schauspielerin

### Simil
- Simil, Alphonse (1839–1916), französischer Architekt
- Similä, Tero (* 1980), finnischer Skilangläufer
- Similis Sulpicius, Servius, Präfekt der Provinz Ägypten unter Trajan, Prätorianerpräfekt unter Trajan und Hadrian

### Simin
- Simin, Ilja Anatoljewitsch (1972–2006), russischer Fernsehjournalist
- Simin, Jewgeni Wladimirowitsch (1947–2018), sowjetisch-russischer Eishockeyspieler, -trainer und -scout
- Simin, Maxim Igorewitsch (* 1994), russischer Rennfahrer
- Simin, Nikolai Petrowitsch (1849–1909), russischer Wasserbauingenieur
- Simin, Sergei Iwanowitsch (1875–1942), russisch-sowjetischer Opernintendant und Operndirektor
- Simin, Wiktor Michailowitsch (1962–2020), russischer Politiker, Vorsitzender der Regierung der Teilrepublik Chakassien sowie Abgeordneter der russischen Staatsduma
- Simina, Wesley (* 1961), mikronesischer PolitikerWesley Simina (* 1961)

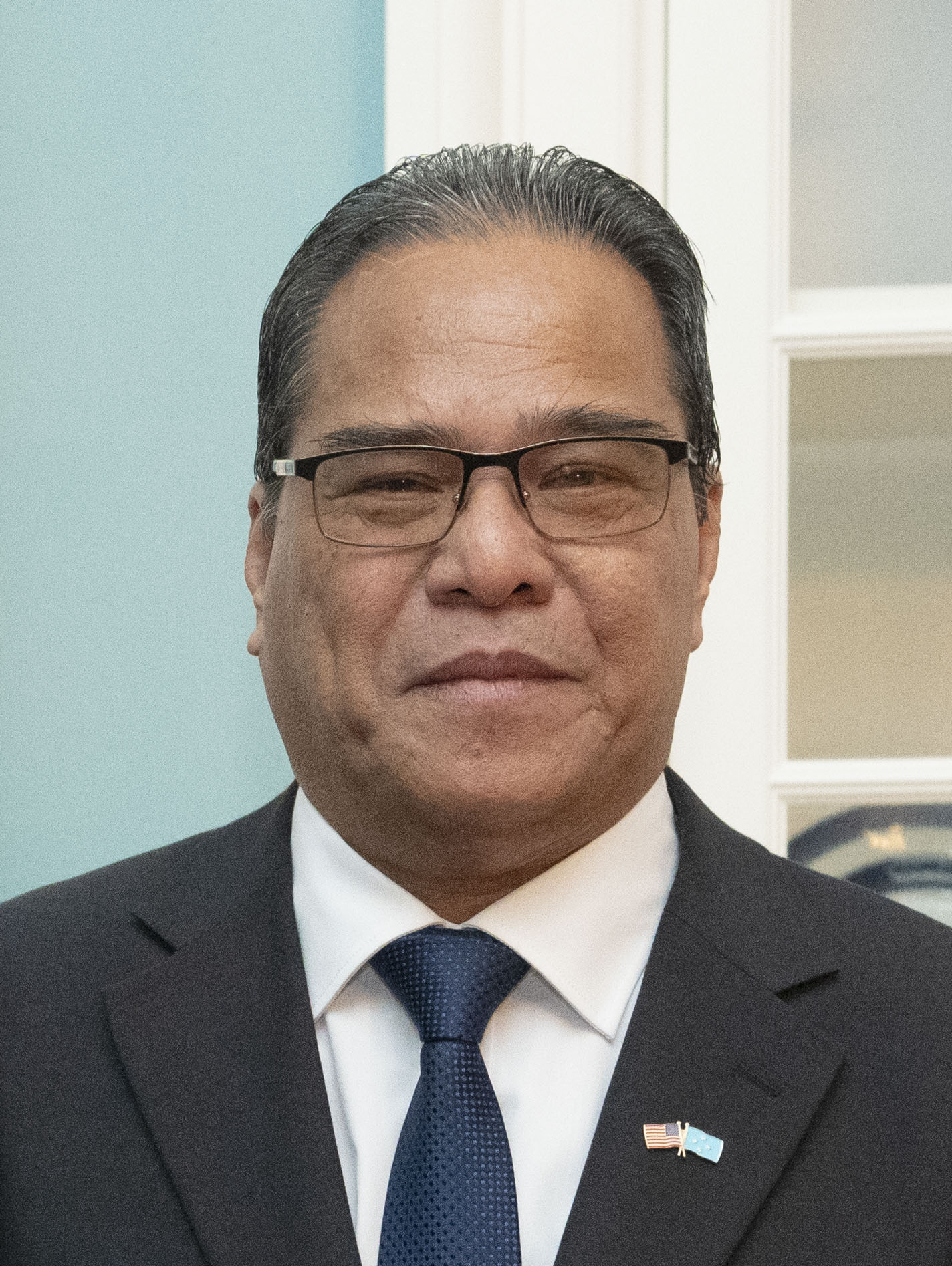
Wesley Simina (* 1961)

- Siminyu, Kathleen, Informatikerin und Mathematikerin

### Simio
- Simion, Adrian (* 1961), rumänischer Handballspieler
- Simion, Dario (* 1994), Schweizer Eishockeyspieler
- Simion, Dorel (* 1977), rumänischer Boxer
- Simion, George (* 1986), rumänischer Politiker
- Simion, Marian (* 1975), rumänischer Boxer
- Simion, Nicolas (* 1959), rumänischer Jazz-Saxophonist und Komponist
- Simion, Oana Georgeta (* 1996), rumänische Tennisspielerin
- Simion, Paolo (* 1992), italienischer Radrennfahrer
- Simion, Rodica (1955–2000), rumänisch-US-amerikanische Mathematikerin
- Simion, Viorel (* 1981), rumänischer Boxer
- Simionato, Carlo (* 1961), italienischer Leichtathlet
- Simionato, Chiara (* 1974), italienische Eisschnellläuferin
- Simionato, Giulietta (1910–2010), italienische Opernsängerin (Mezzosopran, Alt)
- Simionato, Pedro (* 1938), argentinischer Radrennfahrer
- Simionescu, Diana-Ioana (* 2007), rumänische Tennisspielerin
- Simionescu, Mariana (* 1956), rumänische TennisspielerinMariana Simionescu (* 1956)

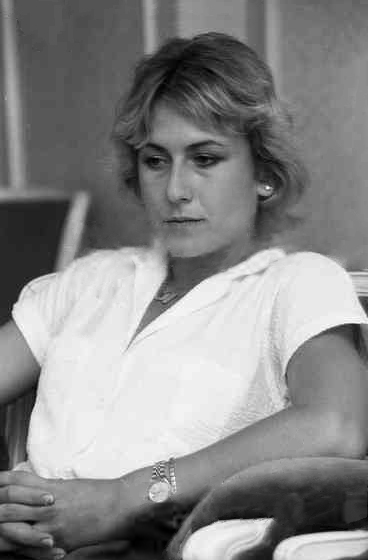
Mariana Simionescu (* 1956)

- Simionescu, Nicolae (1926–1995), rumänischer Mediziner und Zellbiologe
- Simioni, Leandro (* 1974), brasilianischer Fußballspieler
- Simionov, Gheorghe (* 1950), rumänischer Kanute
- Simionov, Toma (* 1955), rumänischer Kanute

### Simir
- Simirad, Constantin (1941–2021), rumänischer Politiker und Akademiker
- Simiriotou, Esme (1884–1982), griechische Tennisspielerin
- Simiriotou, Georgios (* 1886), griechischer Tennisspieler

### Simis
- Simister, Meaghan (* 1987), kanadische Rennrodlerin
- Simisterra, Kevin (* 2002), ecuadorianischer Leichtathlet

### Simit
- Simith, Virgílio, osttimoresischer Politiker
- Simitière, Pierre Eugène du (1737–1784), schweizerisch-US-amerikanischer Künstler und Philosoph
- Simitis, Konstantinos (1936–2025), griechischer Politiker, Ministerpräsident Griechenlands (1996–2004)
- Simitis, Spiros (1934–2023), griechisch-deutscher Jurist und DatenschützerSpiros Simitis (1934–2023)

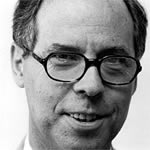
Spiros Simitis (1934–2023)

- Simitrius († 159), Märtyrer und Heiliger
- Simitschijski, Krassimir (* 2000), bulgarischer Skispringer
- Simittschiew, Atanas (* 1963), bulgarischer Skilangläufer

### Simiu
- Simiuc, Lenuța (* 1994), rumänische Mittelstreckenläuferin